# جوزيف جاكوب
جوزيف جاكوب (بالألمانية: Josef Jakob) مواليد 11 سبتمبر 1939 في رومانيا، هو لاعب كرة يد ألماني معتزل تحول إلى التدريب بعد الاعتزال لعب كجناح أيمن. مثل منتخب رومانيا لكرة اليد في 45 مباراة.

## سجل المنافسة
شارك في البطولات التالية:
- بطولة العالم لكرة اليد للرجال 1964